# Triphosa empodia
Triphosa empodia är en fjärilsart som beskrevs av Louis Beethoven Prout 1941. Triphosa empodia ingår i släktet Triphosa, och familjen mätare. Inga underarter finns listade i Catalogue of Life.